# Owen Ridge
Owen Ridge är en bergstopp i Antarktis. Den ligger i Västantarktis. Chile gör anspråk på området. Toppen på Owen Ridge är 3 200 meter över havet.
Terrängen runt Owen Ridge är platt åt sydost, men åt nordväst är den kuperad. Owen Ridge är den högsta punkten i trakten. Trakten är obefolkad. Det finns inga samhällen i närheten.